# 非物质文化遗产
（又稱無形文化財），指的是联合国教育、科学及文化组织認定對某地區文化傳承有重要意義的行為或表現，如民俗、文化、信仰、傳統、知識和語言等各種非物質形式的智慧財產。若是物質形式，則依《保护世界文化和自然遗产公约》规定的世界遗产评定准则而被列入世界遗产名录中的各项文化和自然遗产，是教科文組織的另一项不同的计划。

## 保护非物质文化遗产公约

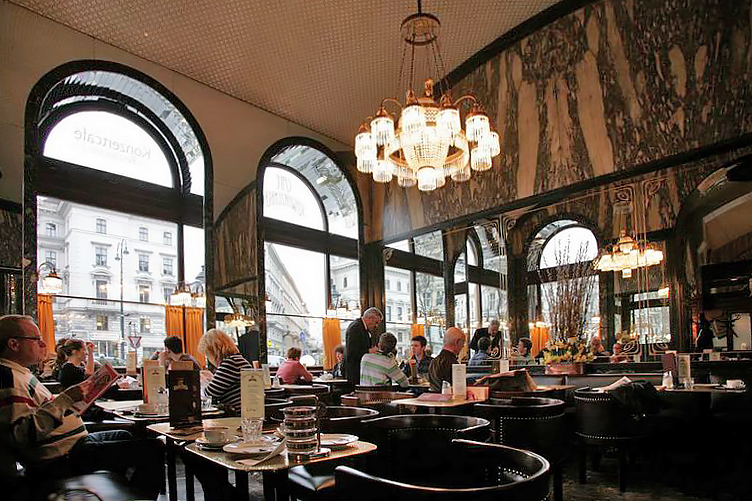
联合国教科文组织非物质文化遗产

20世纪下半叶以来，非物质文化遗产的保护逐渐成为一个国际性问题。尤其是联合国教科文组织（UNESCO）。2003年9月29日至10月17日，教科文组织大会第32届会议在巴黎举行。10月17日会议通过了《保护非物质文化遗产公约》（以下简称公约），这是一项关于非物质遗产保护的重要的国际公约，也为各成员国制定相关国内法提供了国际法依据。公约的宗旨如下：
- 保护非物质文化遗产；
- 尊重有关群体、团体和个人的非物质文化遗产；
- 在地方、国家和国际一级提高对非物质文化遗产及其相互鉴赏的重要性的意识；
- 开展国际合作及提供国际援助。

公约规定，在满30个国家申请加入公约后，公约才能生效。2006年1月20日，罗马尼亚成为第30个缔约国。根据公约34款，它于3个月后生效。6月29日，与会的45个缔约国经投票选举产生了由18个国家组成的首届保护非物质文化遗产政府间委员会。
根据公约，非物质文化遗产包括以下5个方面：1、口头传统和表现形式，包括作为非物质文化遗产媒介的语言；2、表演艺术；3、社会实践、仪式、节庆活动；4、有关自然界和宇宙的知识和实践；5、传统手工艺。

## 保护非物质文化遗产的计划
目前，联合国教科文组织在保护非物质文化遗产方面共有以下4个主要计划。

### 宣布人类口述和非物质遗产名录
1999年11月，联合国教科文组织执行委员会决定设立“宣布人类口述和非物质遗产代表作名录”计划，又称联合国非遗名录。代表作的评选从2001年开始，每两年一次，每次一国只可申报一项，鼓励多国联合申报，不占名额。2001年宣布了第一批19项代表作的名单，2003年宣布了第二批28项，第三批的名单已于2005年宣布。

### “活着的人类财富”
活着的人类财富是指那些在表现非物质文化遗产的某一方面有着极高造诣的人。联合国教科文组织的这项计划旨在鼓励各成员国给予这些“活着的人类财富”官方承认，以鼓励他们把自己掌握的知识和技巧传授给年轻的一代。

### 濒危语言
语言不仅仅是交流的工具，也反映了人们对世界的看法，而且是区分种族和个人的重要因素亦代表不同文化。世界上6000餘种语言中的50%以上是濒危语言；6000餘种语言中的96%只被世界人口的4%使用；90%的语言没有出现在因特网上；平均每两周就有一种语言消失；非洲语言的80%没有相应的文字体系。联合国教科文组织濒危语言计划的使命就是弘扬和保护濒危语言和语言多样性。

### 世界传统音乐
音乐和乐器的作用不仅仅是产生声响，传统音乐和乐器体现了各个文明的文化、精神和美学价值，传递着各方面的讯息。联合国教科文组织“世界传统音乐收藏”是联合国教科文组织保护和复兴的计划之一。

## 国际级非遗
UNESCO将一些对能促进文化交流、多样性发展（ensuring visibility and awareness of the significance of the intangible cultural heritage and to encouraging dialogue, thus reflecting cultural diversity worldwide and testifying to human creativity）有帮助的非遗列入联合国教科文组织非物质文化遗产名录和优秀保护实践名册。2001至2008年，这个列表被称为人类口述和非物质遗产代表作名录，其判定标准更严格。

## 各地政府認定的国家级非遺
根據《保護非物質文化遺產公約》的規定，各締約國應在社區、群體和相關非政府組織的參與下，確認和確定境內各種非物質文化遺產項目，以編製非物質文化遺產清單，作為保護的基礎。

### 中华人民共和国
国务院于2006年（第一批）、2008年（第二批）、2011年（第三批）、2014年（第四批）、2021年（第五批）共公布五批国家级非遗代表性项目名录，总量达1557项，按申报地区或单位统计则涵盖3610个子项。  
自第二批起设立“扩展项目”，允许不同地区共享同一项目编号（如“皮影戏”在多地独立申报），强化区域性保护。

### 日本
日本政府在1950年的《文化財保護法》建立了日本文化财产，是最早開始保護物質和非物質文化財產的，早於教科文組織。其中非物質的部份除了登錄技藝本身，也登錄在該技藝上登峰造極的人（日文：人間国宝）。

### 韓國
韓國無形文化遺產始於1964年，其法律模仿日本的文化財保護法。

## 各地的非物質文化遺產

### 中國
- 国家级非物质文化遗产代表性项目名录
  - 上海国家级非物质文化遗产列表
  - 香港非物質文化遺產
  - 澳門非物質文化遺產

### 日本
- 日本傳統藝能